# 静岡県道61号浜北袋井線
静岡県道61号浜北袋井線（しずおかけんどう61ごう はまきたふくろいせん）は、静岡県浜松市浜名区から袋井市に至る県道（主要地方道）である。

## 概要

### 路線データ
- 起点：静岡県浜松市浜名区新原（新原小南交差点、国道152号交点）
- 終点：静岡県袋井市川井（川井交差点、静岡県道413号磐田袋井線・静岡県道253号掛川袋井線交点）

## 歴史
- 1970年（昭和45年） - 認定前であるが、この県道の一部である浜北大橋が開通
- 1977年（昭和52年）2月1日 - 認定[要出典]
- 1993年（平成5年）5月11日 - 建設省から、県道浜北袋井線が浜北袋井線として主要地方道に指定される[1]。
- 199?年?月?日 - 最後まで残っていた北浜北幼稚園南交差点 - 本沢合西交差点西側が開通[要出典]
- 2007年（平成19年）4月1日 - 起点を浜松市浜北区（現：浜名区）宮口（麁玉小南交差点・国道362号交点）から同区新原に変更、短縮[要出典]

## 路線状況

### 重複区間
- 静岡県道44号磐田天竜線（磐田市平松・平松上交差点 - 磐田市神増・豊岡南小交差点）
- 静岡県道283号横川磐田線（磐田市大当所・大当所南交差点 - 袋井市山田）
- 静岡県道277号磐田山梨線・静岡県道374号浜松袋井線（袋井市深見・深見橋西交差点 - 袋井市深見・深見橋東交差点）
- 中遠広域農道（袋井IC北交差点 - 終点）

## 地理
右岸（浜松市）側は、ほぼ平地で住宅地、旧浜北市の中心部を通るが、浜北大橋を渡って磐田袋井方面へ行くと、いったん磐田原台地を超える。磐田原台地を降りると再び比較的平地を走り、袋井市の中心部へ向かう。

### 通過する自治体
- 浜松市（浜名区）
- 磐田市
- 袋井市
- 周智郡森町
- 袋井市

### 交差する道路
- 国道152号（浜松市浜名区新原・新原小南交差点、起点）
- 静岡県道45号天竜浜松線（浜松市浜名区中瀬・南中瀬交差点）
- 静岡県道344号二俣浜松線（浜松市浜名区永島・浜北大橋交差点）
- 静岡県道343号上野部豊田竜洋線（磐田市三家・浜北大橋東交差点）
- 静岡県道44号磐田天竜線（磐田市平松・平松上交差点）
- 静岡県道44号磐田天竜線（磐田市神増・豊岡南小交差点）
- 静岡県道283号横川磐田線（磐田市大当所・大当所南交差点）
- 静岡県道283号横川磐田線（袋井市山田）
- 静岡県道273号山梨敷地停車場線（袋井市川会）
- 静岡県道277号磐田山梨線（袋井市深見・深見橋西交差点）
- 静岡県道277号磐田山梨線（袋井市深見・深見橋東交差点）
- 中遠広域農道
- E1 東名高速道路 15 袋井IC（袋井市山科）
- 国道1号袋井バイパス 堀越IC（袋井市堀越）
- 静岡県道253号掛川袋井線・静岡県道413号磐田袋井線（袋井市川井・川井交差点、終点）